# Peyronellaea pinodella
Espèce
Peyronellaea pinodella est une espèce de champignons ascomycètes de l'ordre des Pleosporales.
C'est un champignon phytopathogène qui infecte notamment le pois et le trèfle rouge.
Chez le pois, ce champignon est l'un des agents de l'anthracnose (ascochytose ou pourridié ascochytique du pois).

## Synonymes
Selon Catalogue of Life (31 mars 2016) :
- Ascochyta pinodella L.K. Jones, 1927,
- Phoma medicaginis var. pinodella (L.K. Jones) Boerema, 1965,
- Phoma pinodella (L.K. Jones) Morgan-Jones & K.B. Burch, 1987,
- Phoma trifolii E.M. Johnson & Valleau, 1933.